# Oscar Dansk
Lars Gustaf Oscar Dansk (* 28. Februar 1994 in Stockholm) ist ein schwedischer Eishockeytorwart, der seit  September 2024 bei den Anaheim Ducks in der National Hockey League (NHL) unter Vertrag steht und parallel für deren Farmteam, die San Diego Gulls, in der American Hockey League (AHL) zum Einsatz kommt.

## Karriere
Oscar Dansk begann seine Karriere 2009 im Nachwuchsbereich von Väsby IK Hockey aus dem Stockholmer Umland. Bereits im Alter von 13 Jahren zog es ihn nach Nordamerika, wo drei Jahre bei den Shuttuck St. Mary’s in Oklahoma auf dem Eis stand. 2010 kehrte er nach Schweden zurück und verbrachte die nächsten beiden Spielzeiten bei Brynäs IF. Dabei spielte er sowohl in der J18 Elit, in deren Weststaffel er 2010/11 die beste Fangquote und auch den geringsten Gegentorschnitt aufwies, als auch in der J20 SuperElit.
Beim NHL Entry Draft 2012 wurde Dansk von den Columbus Blue Jackets in der zweiten Runde als insgesamt 31. Spieler gezogen. Er wechselte jedoch zu den Erie Otters, die ihn im selben Jahr in der ersten Runde des CHL Import Drafts als insgesamt dritten Spieler ausgewählt hatten, in die Ontario Hockey League. Nachdem er 2014 den geringsten Gegentorschnitt der OHL erreicht hatte und in das Third-All-Star-Team gewählt worden war, verpflichteten ihn schließlich die Blue Jackets. Er kam in der Saison 2014/15 jedoch zu keinem NHL-Einsatz, sondern spielte für die Farmteams der Blue Jackets in der American Hockey League (Springfield Falcons) und der ECHL (Kalamazoo Wings). Daraufhin wurde er 2015 an den Rögle BK aus der Svenska Hockeyligan ausgeliehen, bei denen er in der Folge zwei Jahre das Tor hütete.
Nach der Spielzeit 2016/17 erhielt Dansk keinen neuen Vertrag von den Blue Jackets, sodass er sich im Juli 2017 als Free Agent den neu gegründeten Vegas Golden Knights anschloss. Dort verbrachte er den Großteil der folgenden vier Spielzeiten weiterhin in der AHL, wo er bei den Chicago Wolves und Henderson Silver Knights zu Einsatzminuten kam. Des Weiteren absolvierte er in diesem Zeitraum sechs NHL-Spiele für die Golden Knights. Aufgrund der fehlenden Perspektive wechselte der Schwede nach Ablauf des Vertrags zu Spartak Moskau aus der Kontinentalen Hockey-Liga (KHL). Nach einem Jahr dort gelang ihm jedoch im Juli 2022 die Rückkehr in die NHL, indem er einen Einjahresvertrag bei den Calgary Flames unterzeichnete. Letztlich spielte er zwei Jahre in Calgary, allerdings ausschließlich bei den Calgary Wranglers in der AHL, bevor er sich im September 2024 als Free Agent den Anaheim Ducks anschloss.

### International
Oscar Dansk vertrat sein Heimatland bei der U18-Weltmeisterschaft 2012, als er mit der zweitbesten Fangquote und dem zweitbesten Gegentorschnitt des Turniers (jeweils hinter dem US-Amerikaner Collin Olson) maßgeblich dazu beitrug, dass die Schweden Vizeweltmeister wurden, sowie den U20-Weltmeisterschaften 2013, als er nicht eingesetzt wurde, und 2014, als er mit dem zweitbesten Gegentorschnitt hinter dem Finnen Juuse Saros und der drittbesten Fangquote hinter Saros und dem Russen Andrei Wassilewski zum besten Torhüter gewählt wurde. Bei beiden U20-Weltmeisterschaften wurde er mit der schwedischen Juniorenauswahl wiederum Vizeweltmeister.

## Erfolge und Auszeichnungen
- 2011 Höchste Fangquote und geringster Gegentorschnitt der Weststaffel der J18 Elit
- 2014 Dave Pinkney Trophy (gemeinsam mit Devin Williams)
- 2014 OHL Third All-Star Team

### International
| - 2011 Silbermedaille beim Ivan Hlinka Memorial Tournament - 2012 Silbermedaille bei der U18-Junioren-Weltmeisterschaft - 2013 Silbermedaille bei der U20-Junioren-Weltmeisterschaft | - 2014 Silbermedaille bei der U20-Junioren-Weltmeisterschaft - 2014 Bester Torhüter der U20-Junioren-Weltmeisterschaft |

## Karrierestatistik
Stand: Ende der Saison 2023/24

### International
Vertrat Schweden bei:
- Ivan Hlinka Memorial Tournament 2011
- U18-Junioren-Weltmeisterschaft 2012
- U20-Junioren-Weltmeisterschaft 2013
- U20-Junioren-Weltmeisterschaft 2014

(Legende zur Torhüterstatistik: GP oder Sp = Spiele insgesamt; W oder S = Siege; L oder N = Niederlagen; T oder U oder OT = Unentschieden oder Overtime- bzw. Shootout-Niederlage; Min. = Minuten; SOG oder SaT = Schüsse aufs Tor; GA oder GT = Gegentore; SO = Shutouts; GAA oder GTS = Gegentorschnitt; Sv% oder SVS% = Fangquote; EN = Empty Net Goal; 1 Play-downs/Relegation; Kursiv: Statistik nicht vollständig)